# Copa David Kipiani
La Copa de Geòrgia de futbol (georgià: საქართველოს თასი, Sakartvelos tasi) és la competició futbolística per eliminatòria directa més important de la república exsoviètica de Geòrgia. La organitza anualment la Federació Georgiana de Futbol. L'any 2001 va passar a anomenar-se Copa David Kipiani en honor a aquest exfutbolista i entrenador georgià mort aquell any.
Des del 1944 fins al 1989, va celebrar-se la Copa de la República Socialista Soviètica de Geòrgia i des del 1990 fins avui dia se celebra com a Copa de la República Independent de Geòrgia.
El campió accedeix a la primera ronda de la Lliga Europa Conferència de la UEFA.

## Historial
Font:
Campions de l'era soviètica
- 1944: Sbornaya Sukhumi
- 1945: Dinamo Sukhumi
- 1946: Burevestnik Tbilisi
- 1947: Dinamo Batumi
- 1948: Dinamo Sukhumi
- 1949: Zavod im. Dmitrova
- 1950: TODO Tbilisi
- 1951: TTU Tbilisi
- 1952: TTU Tbilisi
- 1953: Dinamo Kutaisi
- 1954: TTU Tbilisi
- 1955: Dinamo Kutaisi
- 1956: Lokomotiv Tbilisi
- 1957: TTU Tbilisi
- 1958: Dinamo Batumi
- 1959: Kolmeurne Makharadze
- 1960: Kolmeurne Makharadze
- 1961: SKIF Tbilisi
- 1962: Dinamo Batumi
- 1963: Imereti Kutaisi
- 1964: Meshakhte Tkibuli
- 1965: Guria Lanchkhuti
- 1966: Guria Lanchkhuti
- 1967: Sinatle Tbilisi
- 1968: Sinatle Tbilisi
- 1969: Sinatle Tbilisi
- 1970: Egrisi Tskhakaya
- 1971: Guria Lanchkhuti
- 1972: Kakheti Telavi
- 1973: Dinamo Zugdidi
- 1974: Metallurg Rustavi
- 1975: SKIF Tbilisi
- 1976: Meshakhte Tkibuli
- 1977: Nadikvari Telavi
- 1978: Magaroeli Chiatura
- 1979: Magaroeli Chiatura
- 1980: Sulori Vani
- 1981: Sulori Vani
- 1982: Mertskhali Makharadze
- 1983: Tbilisskij Zooveterinarnyj Institut
- 1984: Dinamo Zugdidi
- 1985: Imedi Tbilisi
- 1986: Madneuli Bolnisi
- 1987: Spartak Tskhinvali
- 1988: Shadrevani 83 Tskhaltubo
- 1989: Shadrevani 83 Tskhaltubo

Finals des de la independència
| Any     | Campió                   | Resultat           | Finalista              |
| ------- | ------------------------ | ------------------ | ---------------------- |
| 1990    | Guria Lanchkhuti (1)     | 1-0 (prò.)         | Tskhumi Sukhumi        |
| 1991-92 | Dinamo Tbilisi (1)       | 3-1                | Tskhumi Sukhumi        |
| 1992-93 | Dinamo Tbilisi (2)       | 4-2                | Dinamo Batumi          |
| 1993-94 | Dinamo Tbilisi (3)       | 1-0                | Metalurgi Rustavi      |
| 1994-95 | Dinamo Tbilisi (4)       | 1-0                | Dinamo Batumi          |
| 1995-96 | Dinamo Tbilisi (5)       | 1-0 (prò.)         | Dinamo Batumi          |
| 1996-97 | Dinamo Tbilisi (6)       | 1-0                | Dinamo Batumi          |
| 1997-98 | Dinamo Batumi (1)        | 2-1 (prò.)         | Dinamo Tbilisi         |
| 1998-99 | Torpedo Kutaisi (1)      | 0-0 (prò.) (4-2 p) | Samgurali Tsqaltubo    |
| 1999-00 | Lokomotivi Tbilisi (1)   | 0-0 (prò.) (4-2 p) | Torpedo Kutaisi        |
| 2000-01 | Torpedo Kutaisi (2)      | 0-0 (prò.) (4-3 p) | Lokomotivi Tbilisi     |
| 2001-02 | Lokomotivi Tbilisi (2)   | 2-0                | Torpedo Kutaisi        |
| 2002-03 | Dinamo Tbilisi (7)       | 3-1                | Sioni Bolnisi          |
| 2003-04 | Dinamo Tbilisi (8)       | 2-1                | Torpedo Kutaisi        |
| 2004-05 | Lokomotivi Tbilisi (3)   | 2-0                | Zestafoni              |
| 2005-06 | Ameri Tbilisi (1)        | 2-2 (prò.) (4-3 p) | Zestafoni              |
| 2006-07 | Ameri Tbilisi (2)        | 1-0                | Zestafoni              |
| 2007-08 | Zestafoni (1)            | 2-1                | Ameri Tbilisi          |
| 2008-09 | Dinamo Tbilisi (9)       | 0-0 (prò.) (2-0 p) | Olimpi Rustavi         |
| 2009-10 | WIT Georgia (1)          | 1-0                | Dinamo Tbilisi         |
| 2010-11 | FC Gagra (1)             | 1-0 (prò.)         | Torpedo Kutaisi        |
| 2011-12 | Dila Gori (1)            | 4-1                | Zestafoni              |
| 2012-13 | Dinamo Tbilisi (10)      | 3-1                | Chikhura Sachkhere     |
| 2013-14 | Dinamo Tbilisi (11)      | 2-1                | Chikhura Sachkhere     |
| 2014-15 | Dinamo Tbilisi (12)      | 5-0                | Samtredia              |
| 2015-16 | Dinamo Tbilisi (13)      | 1-0                | Sioni Bolnisi          |
| 2016    | Torpedo Kutaisi (3)      | 2-1                | Merani Martvili        |
| 2017    | Chikhura Sachkhere (1)   | 0-0 (prò.) (4-3 p) | Torpedo Kutaisi        |
| 2018    | Torpedo Kutaisi (4)      | 2-2 (prò.) (4-2 p) | FC Gagra               |
| 2019    | FC Saburtalo Tbilisi (1) | 3-1                | Lokomotivi Tbilisi     |
| 2020    | FC Gagra (2)             | 0-0 (prò.) (5-3 p) | FC Samgurali Tsqaltubo |
| 2021    | FC Saburtalo Tbilisi (2) | 1-0                | FC Samgurali Tsqaltubo |
| 2022    | Torpedo Kutaisi (5)      | 2-0                | Lokomotivi Tbilisi     |
| 2023    | FC Saburtalo Tbilisi (3) | 1-0                | Dinamo Batumi          |
| 2024    | FC Spaeri                | 2-2 (prò.) (5-4 p) | Dinamo Tbilisi         |

## Palmarès des de la independència
| Club                   | Títols | Anys campió                                                                              | Finals perdudes | Anys subcampió               |
| ---------------------- | ------ | ---------------------------------------------------------------------------------------- | --------------- | ---------------------------- |
| FC Dinamo Tbilisi      | 13     | 1992, 1993, 1994, 1995, 1996, 1997, 2003, 2004, 2009, 2013, 2014, 2015, 2016 (primavera) | 3               | 1998, 2010, 2024             |
| FC Torpedo Kutaisi     | 5      | 1999, 2001, 2016 (tardor), 2018, 2022                                                    | 5               | 2000, 2002, 2004, 2011, 2017 |
| FC Lokomotivi Tbilisi  | 3      | 2000, 2002, 2005                                                                         | 3               | 2001, 2019, 2022             |
| Saburtalo Tbilisi      | 3      | 2019, 2021, 2023                                                                         | -               | -----                        |
| FC Ameri Tbilisi †     | 2      | 2006, 2007                                                                               | 1               | 2008                         |
| FC Gagra               | 2      | 2011, 2020                                                                               | 1               | 2018                         |
| FC Dinamo Batumi       | 1      | 1998                                                                                     | 5               | 1993, 1995, 1996, 1997, 2023 |
| FC Zestafoni           | 1      | 2008                                                                                     | 4               | 2005, 2006, 2007, 2012       |
| FC Chikhura Sachkhere  | 1      | 2017                                                                                     | 2               | 2013, 2014                   |
| FC Guria Lanchkhuti    | 1      | 1990                                                                                     | -               | -----                        |
| WIT Georgia Tbilisi    | 1      | 2010                                                                                     | -               | -----                        |
| FC Dila Gori           | 1      | 2012                                                                                     | -               | -----                        |
| FC Spaeri              | 1      | 2024                                                                                     | -               | -----                        |
| FC Samgurali Tsqaltubo | -      | -----                                                                                    | 3               | 1999, 2020, 2021             |
| FC Tskhumi Sukhumi     | -      | -----                                                                                    | 2               | 1990, 1992                   |
| FC Olimpi Rustavi      | -      | -----                                                                                    | 2               | 1994, 2009                   |
| FC Sioni Bolnisi       | -      | -----                                                                                    | 2               | 2003, 2016 (primavera)       |
| FC Samtredia           | -      | -----                                                                                    | 1               | 2015                         |
| FC Merani Martvili     | -      | -----                                                                                    | 1               | 2016 (tardor)                |

- † Equip desaparegut.